# Radek Příhoda
Radek Příhoda (* 25. března 1974) je bývalý český fotbalový rozhodčí. Českou nejvyšší soutěž pískal v letech 2004–2018 (jako hlavní sudí od roku 2005). Odřídil v ní celkem 237 zápasů. V říjnu roku 2020 byl zatčen tehdejší místopředseda Fotbalové asociace České republiky (FAČR) Roman Berbr a následně výkonný výbor Fotbalové asociace odvolal tehdejšího předsedu Komise rozhodčích Jozefa Chovance. Nabídku vést komisi po Chovancovi dostal Příhoda, ale odmítl ji. Následující rok (2021) se konala valná hromada, která do čela Fotbalové asociace zvolila Petra Fouska. Nové vedení nabídlo vedení Komise rozhodčích opět Příhodovi a ten s tím souhlasil. Výkonný výbor Fotbalové asociace  Příhodovo vedení komise schválil a od 17. června 2021 stojí Příhoda v jejím čele.
V komunálních volbách konaných roku 2018 kandidoval Příhoda do zastupitelstva města Loun jako nestraník za ODS, ve volbách ale neuspěl.